# Glen Garfield Williams
Glen Garfield Williams (* 14. September 1923 in Newport (Gwent), Großbritannien; † 28. März 1994 in Genf) war ein britischer baptistischer Theologe und Ökumeniker.

## Leben und Wirken
Williams war der Sohn eines örtlichen Unternehmers und Laienpredigers und wurde mit 14 Jahren in der „Duckpool Baptist Church“ getauft. Von 1947 bis 1953 studierte er am „South Wales Baptist College“ von Cardiff mit einem Abschluss als Bachelor of Arts und studierte danach an der „University of Wales“, wo er den Bachelor für Religion erhielt. Anschließend wurde er an der Universität von Tübingen mit einer kirchengeschichtlichen Arbeit über den italienischen Reformator Bernardino Ochino zum Doktor der Theologie promoviert.
Seine erste und einzige Predigerstelle hatte er von 1955 bis 1959 an der „Dagnall Street Baptist Church“ in St. Albans inne. Danach begab er sich zu einem Dienst als Urlaubs-Pastor am „Hengoed Tabernacle“, wohin er sich später oft zurückzog nach seinen vielen Dienstreisen. Von 1959 bis 1968 leitete er die Europa-Abteilung des Weltrates der Kirchen in Genf. Als solcher pflegte er ökumenische Kontakte zwischen den Mitgliedskirchen und nahm gern Besuche zum Anlass, für die ökumenische Zusammenarbeit zu werben, wie bei der Einweihung eines Protestantischen Gemeindezentrums in Luxemburg 1965. Von 1968 bis 1986 wirkte er als Generalsekretär der Konferenz Europäischer Kirchen (KEK). Williams gehörte 1977 zu den Gründern der Martin-Niemöller-Stiftung.
Er war Mitglied der Christlichen Friedenskonferenz, nahm teil an ihrer dritten Tagung 1960 und engagierte sich dort bei der Vorbereitung der I. Allchristlichen Friedensversammlung 1961 in Prag. U.a. äußerte er sich 1971 zum Nordirlandkonflikt.
Die KEK erinnerte mit einem internationalen Kongress vom 15. bis 21. Juli 2009 in Lyon anlässlich ihres 50-jährigen Bestehens auch an die Verdienste ihres langjährigen Generalsekretärs.
Williams war seit 1945 verheiratet mit Velia Baglio.

## Veröffentlichungen
- Gib ewigliche Freiheit. Eine Festschrift für Landesbischof D. Gerhard Heintze. In: Arbeiten zur Geschichte der Braunschweigischen ev.-luth. Landeskirche im 19. und 20. Jahrhundert, Nr. 5. Darin ein Beitrag Williams, Blomberg 1987
- The churches' mission in Europe today, Geneva : Conference of European Churches, [1986]
- Europa, Herausforderung für die Kirchen, Frankfurt (am Main) : Lembeck, 1973
- The Theology of Bernardino Ochino, Diss. Tübingen 1955